# تجار بنت محمد
تجار بنت محمد بن محمد بن حسين بن مسلم (766 هـ - 848 هـ) وتدعى ست التجار، محدثة من بيت رياسة وثروة، أجاز لها العز أبو عمر بن جماعة فهرست مروياته، وحدثت وسمع منها الفضلاء. وماتت بمصر.